# Quilty
Quilty (Iers Coillte) is een plaats in Ierland, gelegen in het westelijk deel van County Clare, ongeveer halverwege tussen Kilrush en Lahinch, aan de Atlantische Oceaan.
Deze kustplaats ligt in de parochie Kilmurry-Ibrickane, een van de oudste nog bestaande parochies in Ierland. De Ierse naam Coillte betekent zoveel als "bossen" en zou verwijzen naar de bossen die hier in vroegere tijden gelegen hebben. Deze bossen zouden in 804 vernietigd zijn door een tsunami die veroorzaakt werd door een onderzeese vulkaanuitbarsting. Ruim 1000 mensen verdronken bij deze ramp en Mutton Island werd daardoor afgesneden van het vasteland.
Quilty dankt zijn kerk Our Lady Star of the Sea aan een ander dramatisch moment toen in 1907 een Frans schip op de kust liep. De plaatselijke bevolking kwam te hulp in hun curraghs. Met behulp van deze fragiele roeiboten wisten zij 13 van de 22 zeelieden te redden, waarna het marineschip "HMS Arrogant" de rest van boord haalde. Als eerbetoon aan de moed van de vissers werd een fonds opgericht waarmee een kerk gebouwd werd. Deze kerk werd heel toepasselijk gewijd aan "Stella Maris" (Ster van de Zee).
Quilty is nog steeds een vissersplaats. Werd er vroeger vooral op schelvis, kabeljauw en makreel gevist, tegenwoordig bestaat de vangst naast de eerder genoemde soorten uit zalm en zeekreeft.
Ook in Quilty heeft de tijd niet stilgestaan en toerisme speelt nu een belangrijke rol in de lokale economie. De laatste decennia zijn er veel voorzieningen, vakantiehuizen, caravanparken en picknickplekken verrezen. De bevolking vecht er echter voor om hun dorp zijn charme niet te laten verliezen. Van bovenlokaal belang is het stadion van de GAA-club Kilmurry Ibrickane GAA. Deze club, een fusie van de GAA-clubs van Quilty en Mullagh vertegenwoordigt nu de hele parochie Kilmurry Ibrickane.

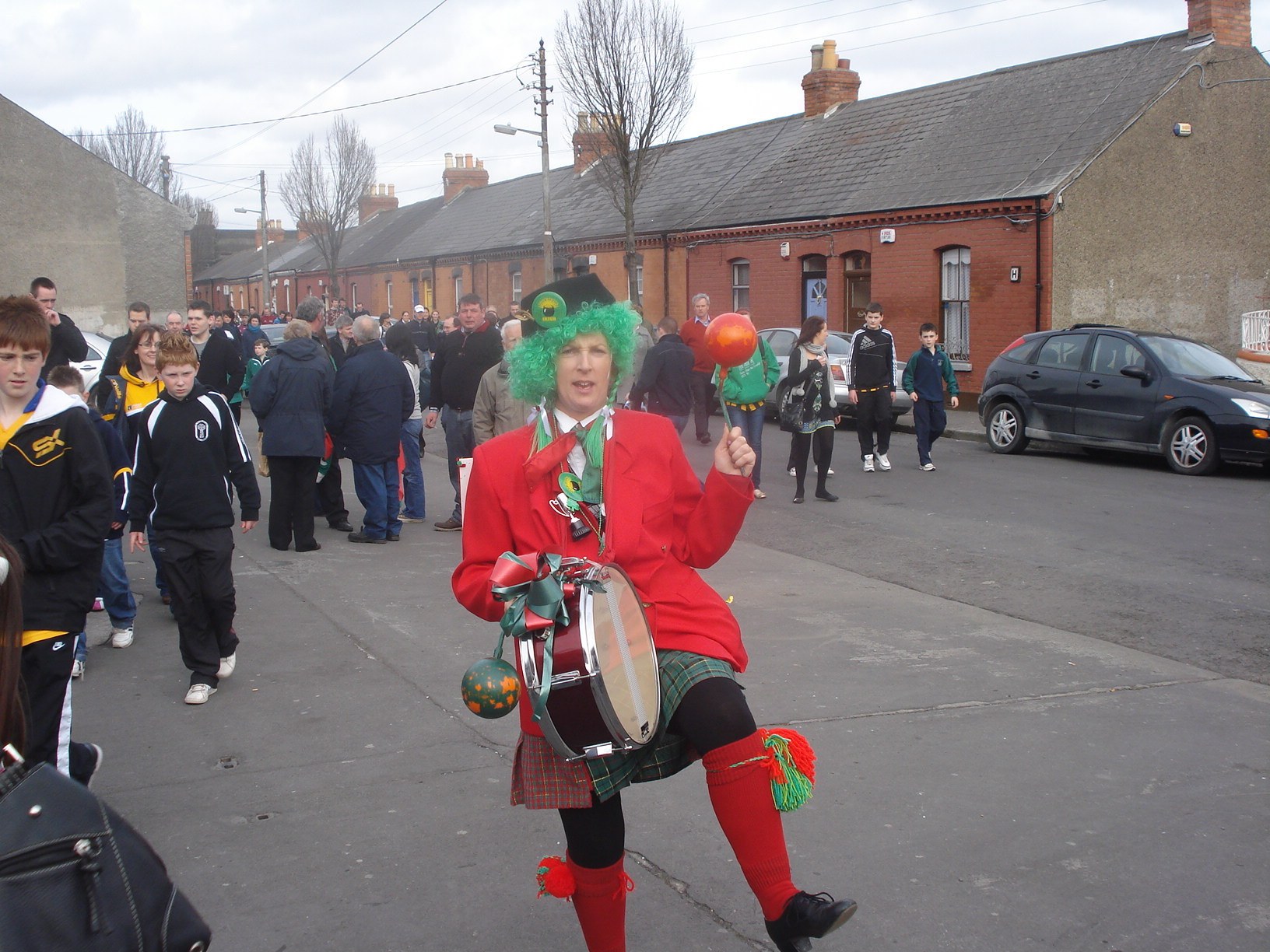
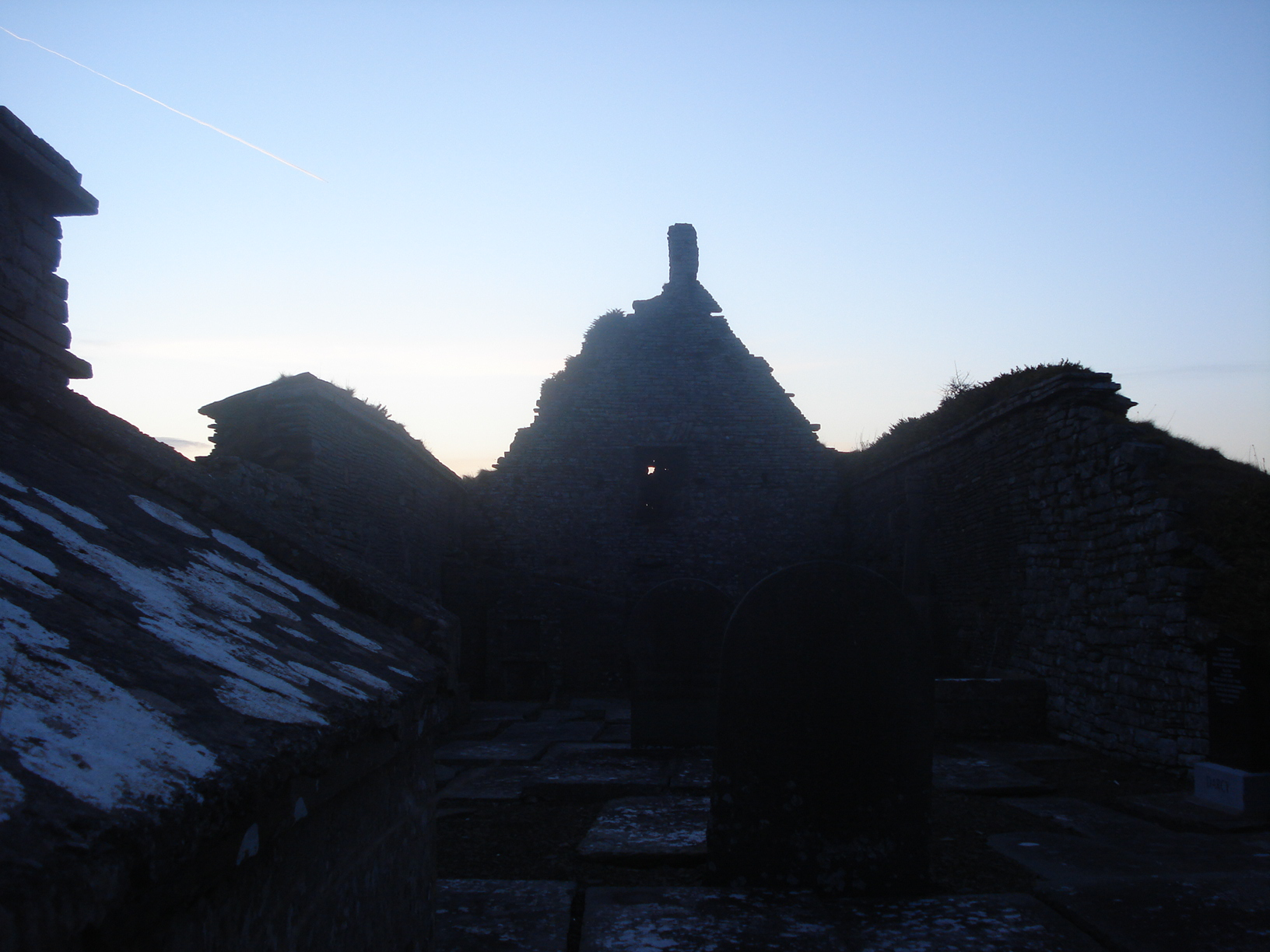
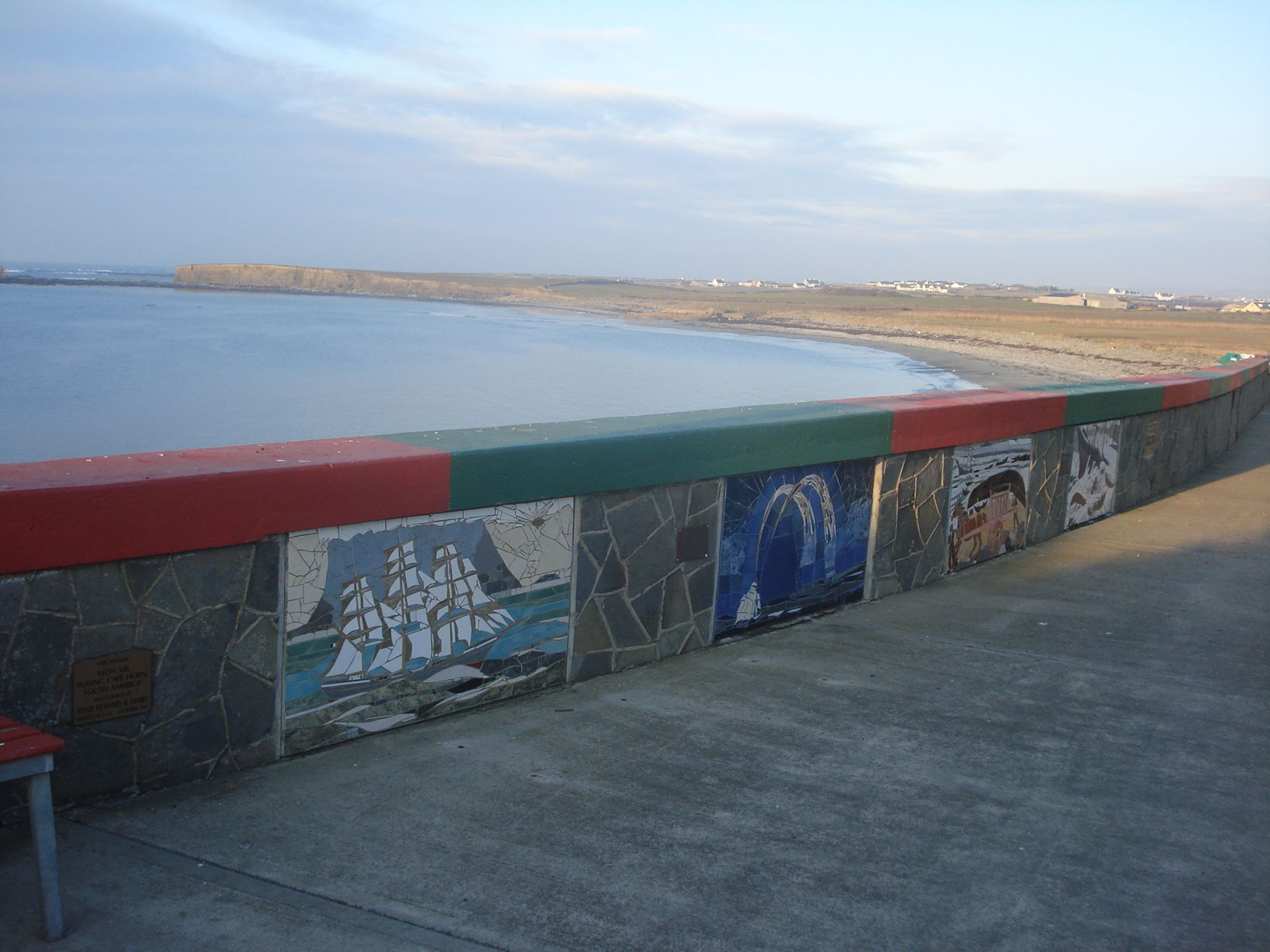